# Csécsénypatony
Csécsénypatony (szlovákul Čečínska Potôň)  Felsőpatony településrésze, korábban önálló falu Szlovákiában, a Nagyszombati kerületben, a Dunaszerdahelyi járásban.

## Fekvése
Dunaszerdahelytől 8 km-re északnyugatra fekszik.

## Története
1441-ben "Czeczenpathon" néven említik először, a pozsonyi váruradalom része volt. 1574-ben 9 család élt az ekkor már a holicsi uradalomhoz tartozó faluban. 1720-ban 8 adózó család élt a településen. 1828-ban 35 házában 279 lakos élt, akik főként mezőgazdasággal foglalkoztak.
Vályi András szerint "Csécsén Patony. Magyar falu Poson Vármegyében, földes Ura G. Pálfy Uraság, lakosai katolikusok, és reformátusok, fekszik Sz. Mihályfához közel, és Benke Patonyhoz is, határja két nyomásbéli, tiszta rozsot leginkább terem, kukoritzát középszerűen, legelője, réttye elég van, erdeje nints, piatza Somorján, határját mossa Duna vize."
Fényes Elek szerint "Patony (Csécsény), magyar falu, Poson vgyében: 228 kath., 65 ref., 1 zsidó lak."
A trianoni békeszerződésig Pozsony vármegye Dunaszerdahelyi járásához tartozott. 1960-ban csatolták Felsőpatonyhoz.

## Népessége
1910-ben 332, túlnyomórészt magyar lakosa volt.
2001-ben Felsőpatony 1872 lakosából 1757 magyar és 105 szlovák volt.